# Verbesina palmeri
Verbesina palmeri là một loài thực vật có hoa trong họ Cúc. Loài này được S.Watson miêu tả khoa học đầu tiên năm 1889.